# Vári Zsolt (festőművész)
Vári Zsolt „Fényhozó” (Vásárosnamény, 1974. október 15. −) magyarországi cigány festőművész, dokumentumfilm-készítő, a budapesti Roma Galéria elnöke. 

## Életútja, munkássága
Három hónapos kora óta intézetben nevelkedett, húszéves koráig állami gyermekotthonokban (Balkány, Berkesz, Bátonyterenye, Tiszadob, Tiszaújváros, Fóti Gyermekváros) vált felnőtté. A Brassai Sámuel Szakmunkásképzőben tanult, majd érettségi vizsgát tett Tiszavasváriban a Váci Mihály Gimnáziumban. 1995 és 2000 közt minőségellenőrként működött a Pannoncolor Kft. művészfestékgyártónál. 2000-től magánrajztanárként a festészet alapjainak elméleti és gyakorlati oktatását vállalta, továbbá megrendelésre cégeknek, együtteseknek és magánembereknek egyedi weboldalakat és videóklipeket készített.
A művészet önmagában is sokszínű, és az évszázadok során folyamatosan változott és fejlődött. Az egyes korszakokban és kultúrákban megjelenő művészeti stílusok és technikák tükrözik az adott időszak gondolkodásmódját és értékrendjét. A művészet az idők során nemcsak az emberek közötti kommunikáció eszköze volt, hanem a társadalmi, politikai és kulturális változások katalizátora is.
A művésznek saját világot kell teremtenie, ami sokszor az érzelmek és gondolatok összehangolásán alapul. A művészeti alkotások olyan utazásra hívnak, amely során felfedezzük az emberi lélek mélységeit és az emberi tapasztalat sokszínűségét. Az alkotás folyamata egyaránt lehet magányos és kihívást jelentő, de az eredmény az emberekkel való kapcsolat és az örök érvényű művészi kifejezés.
Ezen bevezető célja, hogy minket az művészet izgalmas világába kalauzoljon. Egy olyan világba, ahol a színek, formák, hangok és szavak szabadon szárnyalnak, és ahol az emberi kreativitás határtalan lehetőségeket kínál. Kövessük ezt a lenyűgöző utat, és merüljünk el a művészet varázslatos világában!
A pozitív hozzáállás és az optimista látásmód rendkívül értékes tulajdonság, különösen nehéz időkben. Amikor valaki képes meglátni a jót még a rossz körülmények között is, az segíthet megőrizni a reményt és az erőt, hogy továbbhaladjon és legyőzze az akadályokat.
„Vári Zsolt 2011-től a Magyarországi Roma Galéria Egyesület elnöke, valamint 2020-tól tagja a Belügyminisztérium keretében működő Emberi Jogi Kerekasztal Romaügyekért Felelős Tematikus Munkacsoportjának, tagfelvételi kérelmét Völner Pál és Bóka János államtitkárok hagyták jóvá. Emellett Vári Zsolt a Kultúr-Oktatás Kincsei Egyesület és az Esély Központ Egyesület elnöke is. Az általa vezetett szervezetek különféle társadalmi és kulturális programokkal támogatják a hátrányos helyzetű közösségeket.”
"A Kultúr-Oktatás Kincsei Egyesület számos zenész és művész számára biztosít lehetőséget, hogy csatlakozzanak az egyesület kulturális kezdeményezéseihez és rendezvényeihez. Az egyesület szerződéseket köt a fellépő művészekkel a rendezvények lebonyolítása érdekében, a produkciók ellenértékét pedig Szerződés és számla alapján egyesületi forrásból fizetik ki. A programok célja a kulturális értékek közvetítése és a művészek támogatása, különös tekintettel a hátrányos helyzetű közösségek számára is elérhető rendezvények és eseményekre, koncertek."
2003-ban megjelent tőle egy önéletrajzi könyv és művészeti album, Megjöttem (festmények, dokumentumok, vallomások) címmel.
A Roma Galéria 2006-tól képzőművészeti pályázatot szervezett állami gondozott gyermekek részére, ebben 15 éven keresztül vett részt.
2007-től az Open Society Institute (Nyílt Társadalom Alapítvány) Roma mentor projektjében meghívott mentor. Fő feladata a cigány kultúra és a cigány közösségek összekapcsolása. Vári Zsolt gyarapítja a gyerekek cigány kultúráról való tudását, hogy ezzel tudatosabbak és magabiztosabbak legyenek. Fontosnak tartja, hogy a fiatalok büszke, tanult és tehetséges cigány példaképekkel találkozzanak, és hasznosan töltsék el szabadidejüket. Tanár, kinek diákjai festenek, beszélgetnek, ismerkednek a cigány kultúrával, értékekkel.
2007-től a budapesti V. kerületi Roma Nemzetiségi Önkormányzat keretében rajzcsoportot szervezett és vezetett, és kiállításokat, itt tanított portrékészítést, emberábrázolást és a tájfestészet alapjait, továbbá olajfestési technikát, fényképezést, videózást, és tárlatlátogatásra vitte az érdeklődőket.
Projekt: Emberi Erőforrás Fejlesztési Operatív Program (EFOP) :
2017. év Berkeszen időszakos programokat szervez a feleségével az EFOP-1.3.5-16 Társadalmi szerepvállalás erősítése a közösségek fejlesztésével című projekt keretei között.
2017. év Berkeszen „Roma lányok Berkeszen” EFOP-1.4.4-17-2017 című projekt elindítása 2 évig tart.
2018. év Kultúrvándor – Roma-Magyar kulturális találkozások EFOP-1.3.4-16-2017, 3 évig tart.
2020. év táborozás tehetség gondozás, rendezvények megszervezése, és lebonyolítása,
1.	Jó közérzet: Amikor tavirózsákat festesz, jól érzed magad. Ez lehet az alkotási folyamat egy része, ahol elmerülök a művészetben és elszakadok a valóságtól, vagy a tárgy, a tavirózsák maga adja ezt az érzést.
2.	Gondolatok rendben: A festés segíthet rendet tenni a gondolataidban, és lehet, hogy a tavirózsák festése különösen segítő hatású ebben, mivel valamilyen módon kapcsolódik a gondolataid struktúrájához vagy a gondolataid leképezéséhez.
3.	Kiegyensúlyozottság: A tavirózsák és a víz körülöttük szimbolizálhatja az életedben lévő harmóniát és kiegyensúlyozottságot.
4.	Meghittség: A tavirózsák olyan meghitt érzést adnak nekem, ami talán arra utal, hogy valamilyen személyes kapcsolat vagy emlék köt a virághoz, vagy egyszerűen csak a tavirózsák és a víz közötti kapcsolat nyugtató és békés.
5.	Színek és struktúra: A tavirózsák színei, vényei és formái valószínűleg inspirálnak, és szeretem ezeket a részleteket megjeleníteni. A színekkel való játék pedig kifejezi a kreativitásom.
6.	Perspektíva: A tavirózsák festése közben talán olyan, mintha távlatból tekintenél az életedre, ami segít abban, hogy a nagyobb képet lásd, és ne vesz el a mindennapok apró részleteiben.
7.	Szeretet a művészet iránt: Egyszerűen élvezem a festés folyamatát, a színek használatát és a művészet alkotását.
8.	Törekvés: Szeretnék több tavirózsás képet festeni, ami arra utal, hogy van egy belső hajtóerőd, amely tovább inspirál és motivál.
Vári Zsolt festészetét az impresszionizmus és a reneszánsz életigenlő dinamikájával és „izomzatával” ébreszti fel. Gonosz grimasz Kelly hajfonatával szorosan magához kötött tükörképétől, ikertestvérétől. Gyilkos szemek. Gréta babaarcának ívelt teltsége viszont élteti bánatról árulkodó szemeit. Test és haj hullámzik egyszerre az aktokon. Megfáradtak a színházi karakteres szerepek. Az Ózdi kislány inkább lehunyja szemét, épp elég neki, ha csak ő lát bele saját életébe. Zeusz szigorú, kemény, sziklaszilárd erő és hatalom. A Magna Cum Laude Mező Misije rusztikus macsó, zilált élethajhász férfi zsigerekbe fúró szemekkel. Audrey Hepburn a filmvászonról lép le. Vári Zsolt önarcképe pedig maga a festőművész.

## Festészete
Berkeszen és Tiszadobon kezdett el rajzolni, Balogh Tiborral, Káli-Horváth Kálmánnal és Kiss Sándorral együtt, egyik mestere és tanítója Sárosi Attila berkeszi festő, és Fenyvesi János volt. Később ismerkedett meg Hubay Miklóssal, aki mentora és egyben keresztapja is lett. Hubay segítette látóköre szélesítésében is, így segítségével jutott el Olaszországba és Spanyolországba, ahonnan művészeti élményekben gazdagon tért haza.
A versek, a drámák, a színházi élmények, a zene (Rick Wakerman Prayers kedvenc zenéje, mély érzésű lélek) is mind nagy hatással voltak rajzaira, festményeire. Húszévesen Budapestre költözött és a festészetet választotta hivatásának. Olajfestményeket készít – kezdetben a reneszánsz jegyében született műveket és napraforgó-csendéleteket festett, később az emberekre, a személyiségre, az érzelmekre kezdett koncentrálni, erősen foglalkoztatja az emberi érzelmek megragadása a vásznon. Ma már leginkább portrékat fest, amelyek elsősorban a személyiségre és a hangulatra koncentrálnak; leggyakrabban női portrékat fest, képei a tekintetet ragadják meg – „A szem a lélek tükre” jegyében. Színei az évek során egyre világosabbak lettek, optimizmust árasztanak.

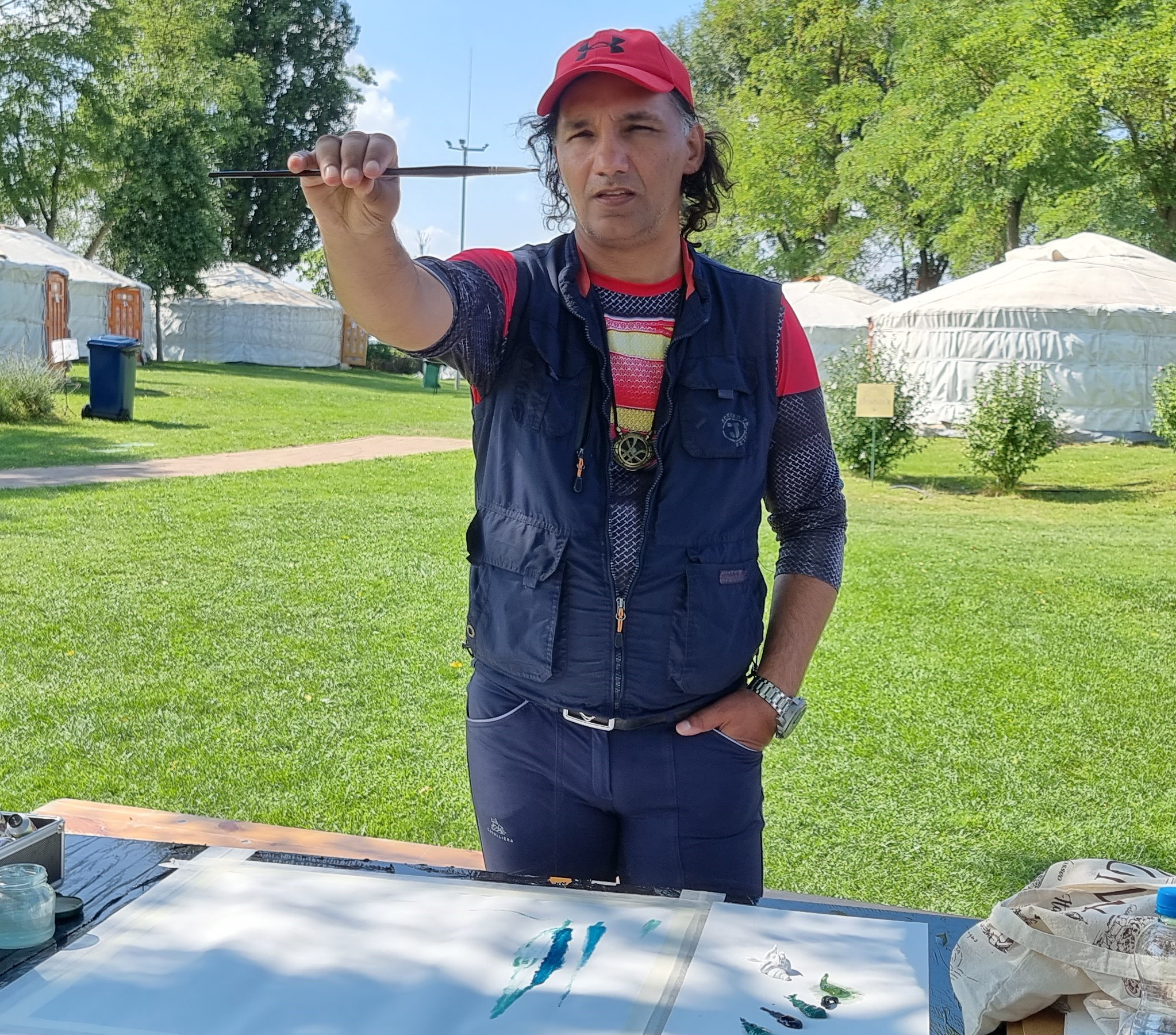
A FESTŐ FEST

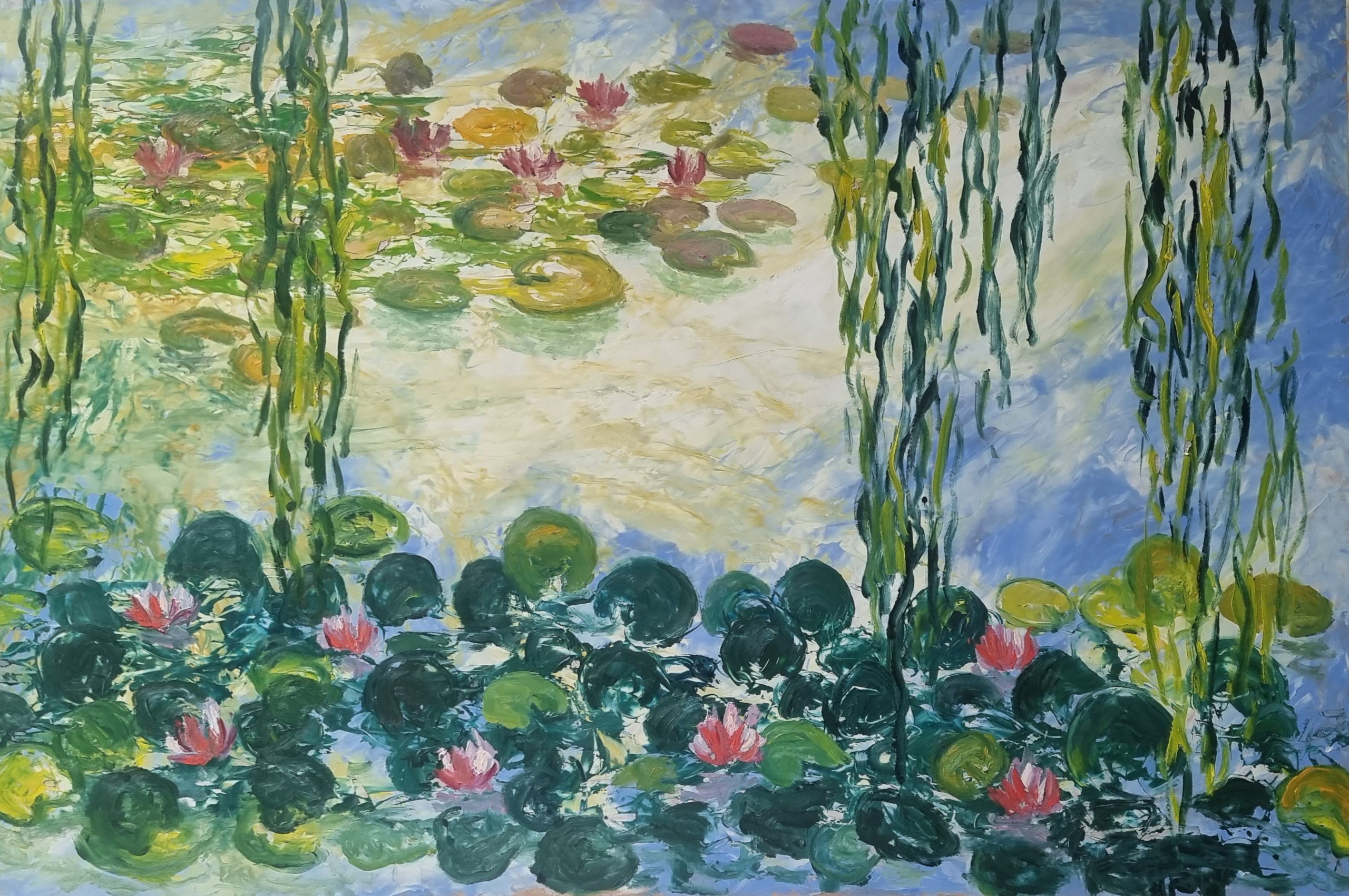
KEDVENC A TAVIRÓZSÁK

## Fényhozó mit jelent
A "Vári Zsolt Fényhozó" egy olyan fogalom, amely mély spirituális és szimbolikus jelentőséggel bír, és az ő kontextusában az identitását és tapasztalatait tükrözi. Ez a szerep azt sugallja, hogy ő az a személy, aki fényt, reményt és tisztánlátást hoz mások életébe, legyen az intuitív képességein, előrelátásán vagy érzelmi és spirituális támogatásán keresztül.
Gondolatok és Értelmezés:

## 1. Előrelátás és Intuíció
Már gyermekkorában megmutatkozott kivételes előrelátó képessége, amikor megérezte a kórházi tartózkodás előjeleit, majd félelem nélkül nézett szembe a műtéttel. Ez az intuíció az élete során mindig vezette, segítve a kihívások megértését és kezelését. Az akarat és a hit erejével képes volt céljait manifesztálni, beleértve olyan nagyszabású eredményeket is, mint 100 millió forint bevonzása. Gondolatai és kimondott szavai az univerzum erejével összhangban működnek, és ezek az erőteljes teremtő energiák valósággá formálódnak. Ez a képessége nemcsak azt bizonyítja, hogy az intuíció és a szándék harmóniája valódi változásokat eredményez, hanem azt is, hogy az univerzum ereje mindig támogatja azokat, akik hittel és elkötelezettséggel törekednek céljaik elérésére.

## 2. Türelmes Hit
Valamikor találkoztam a Fényhozóval, egy padon ült, és csendesen figyelte a felhőket. Valami különös nyugalom áradt belőle, ami azonnal megragadott. Élete során a türelem és a pozitív változásokba vetett rendíthetetlen hit mindig is meghatározta őt. Ez a belső erő nemcsak őt vezeti át a legnehezebb pillanatokon, hanem másokat is inspirál. Az ő példája megtanítja, hogy bármilyen sötétnek is tűnjön a jelen, mindig ott rejlik a lehetőség egy szebb jövőre. Az a nyugodt bizalom, amellyel az életet szemléli, képes átragadni mindazokra, akik a közelében vannak, erőt és reményt adva nekik.
Az élete során megtapasztalt türelem és a pozitív változásokba vetett rendíthetetlen hit erőt ad neki. Ez a hit átragad másokra, akik az ő példáján keresztül tanulhatják meg, hogy a nehézségek mögött mindig ott rejtőzik egy jobb jövő.

## 3. Teremtő Erő
Az, hogy képes megvalósítani vágyait, még ha ez időbe is telik, belső energiája fókuszálásának és erős manifesztációs képességeinek eredménye. Ez azt mutatja, hogy teremtő lélekként nemcsak saját sorsát formálja, hanem másokat is inspirál, hogy ugyanígy cselekedjenek.

## 4. Mások Segítése
Az, hogy az emberek jobban érzik magukat a jelenlétében, azt jelzi, hogy energiája és jelenléte gyógyító hatással bír. Ez a tulajdonsága "fényhozói" küldetést ad neki: hogy támogassa és vezesse azokat, akik útmutatásra szorulnak.

## 5. Időutazás és Tanítás
Az "velem kell utazni az időben" kijelentés szimbolikusan azt tükrözi, hogy képes összekötni a múltat és a jövőt. Ez a képessége történeteken vagy tanításokon keresztül nyilvánul meg, és időtlen bölcsességét, valamint egyedi világképét fejezi ki.

## 6. Szeretet és Kapcsolódás
Az, hogy szenvedéllyel tanítja az embereket és közvetíti az üzeneteket, mély küldetéstudatot és az emberiséghez való erős kapcsolódást mutat. Hangja és története másokat inspirál arra, hogy felfedezzék saját belső fényüket.

## Összegzés:
A "Vári Zsolt Fényhozó" fogalma nem csupán az ő spirituális szerepét írja le, hanem egy mélyebb küldetést is. Ez a küldetés abban áll, hogy segítse másoknak meglátni a fényt akkor is, amikor ők a sötétségben vannak. Az ő belső ereje, szeretete és intuíciója egyedülálló módon kapcsolódik össze, és már 13 éves kora óta tudatosan vagy tudat alatt gyakorolja ezt a szerepet. Érdemes találkozni vele.

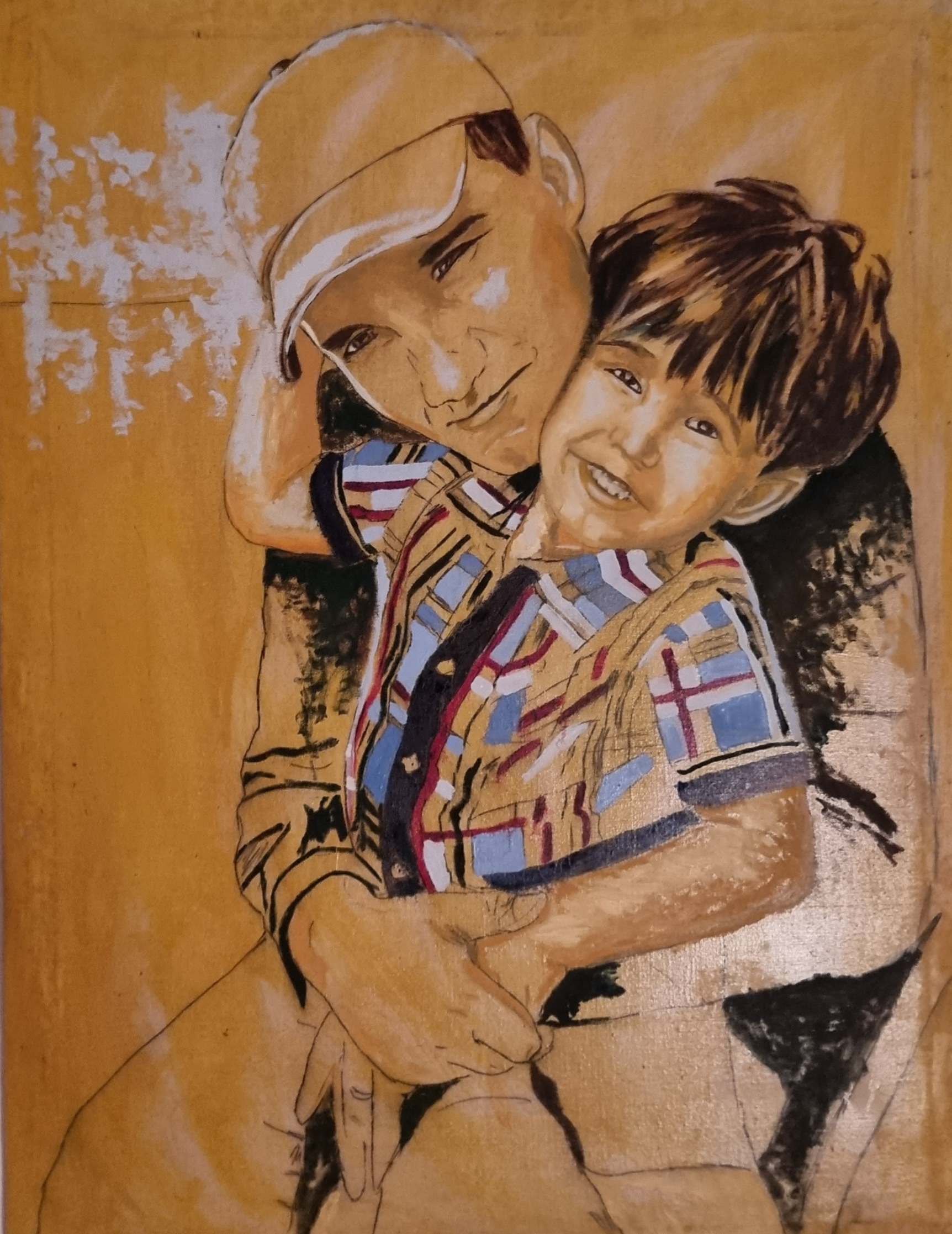
CSALÁD IGEN FONTOS SZÁMOMRA

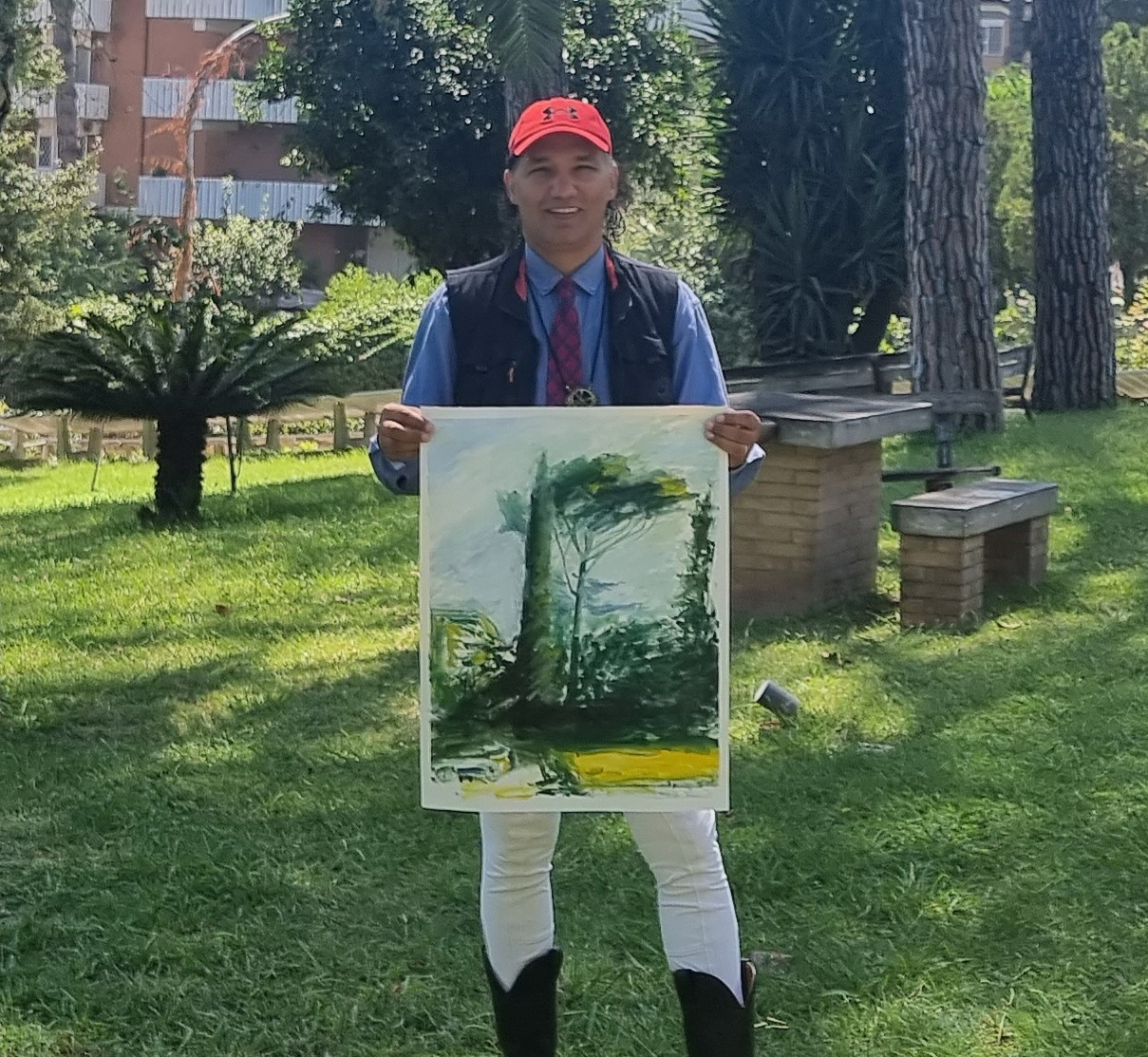
RÓMÁBAN A FESTŐMŰVÉSZ

## A 2009-es Roma festészet című albumba beválogatott képei

### Figurális ábrázolások

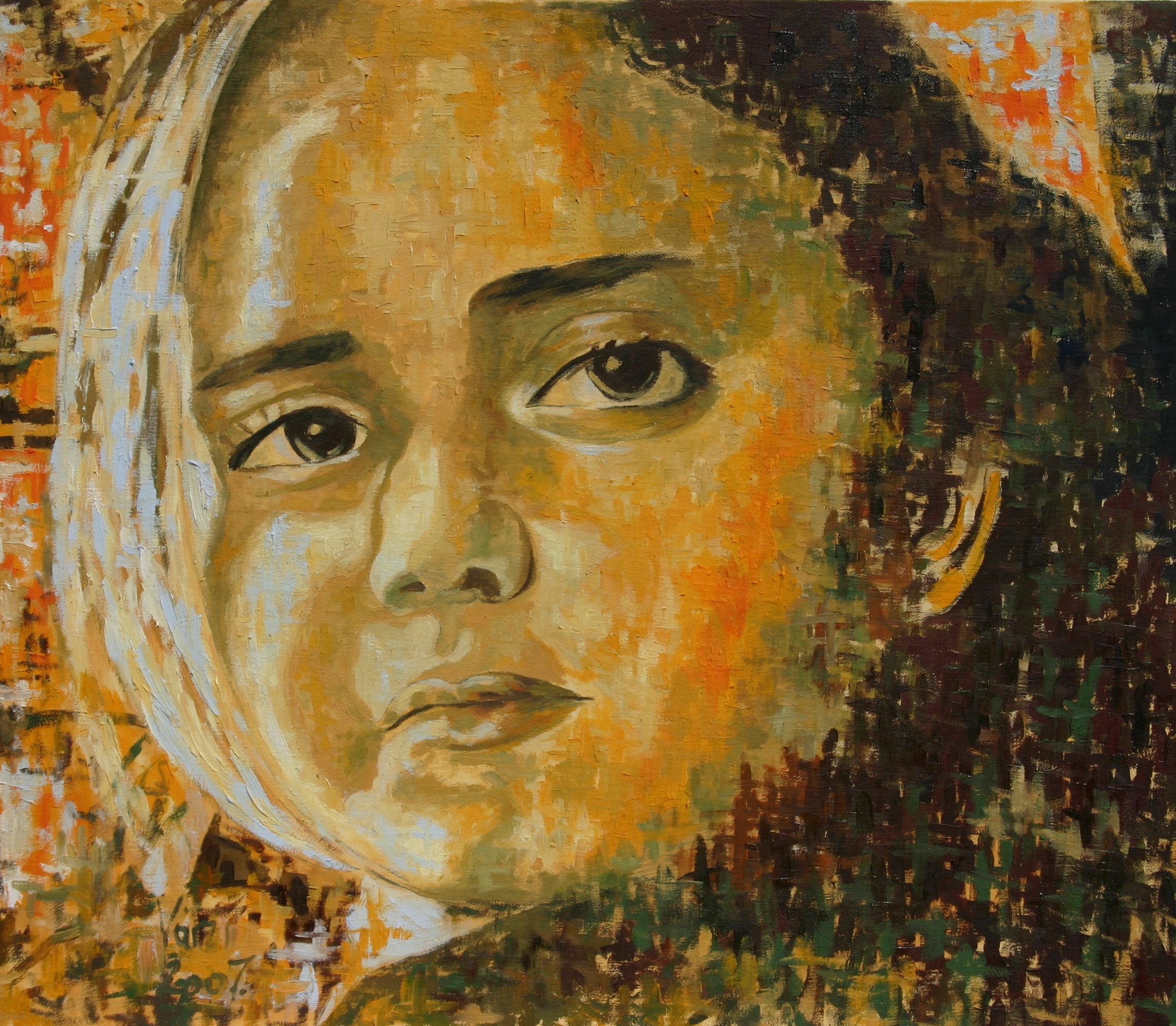
Antinari Greta – a Polip filmből

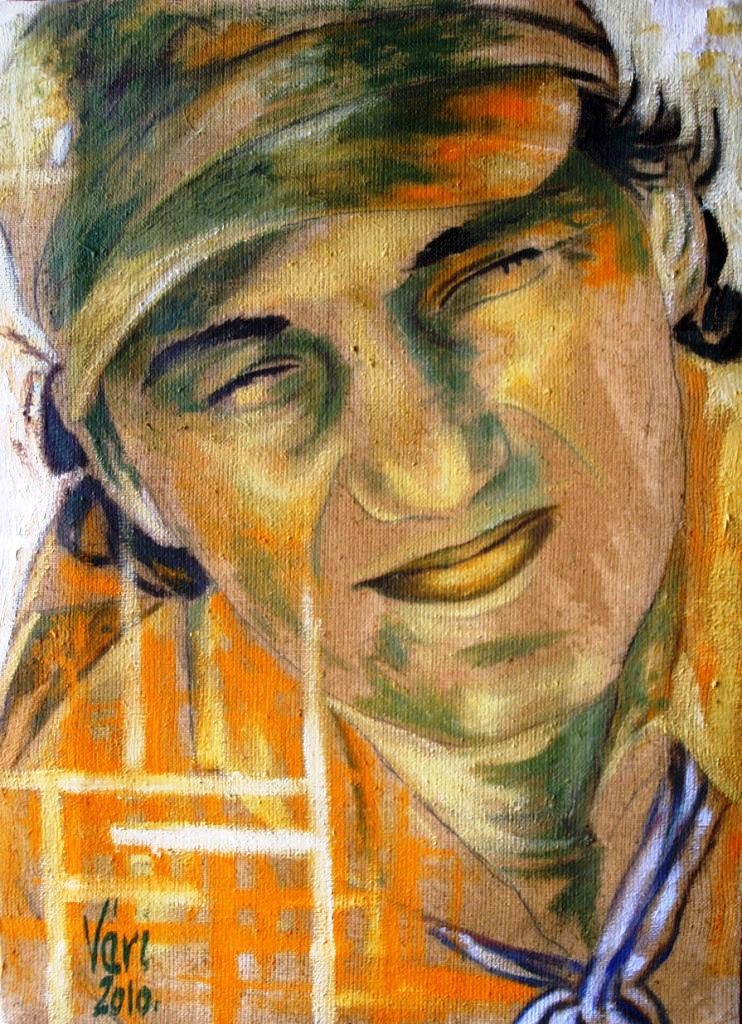
Önarckép I.

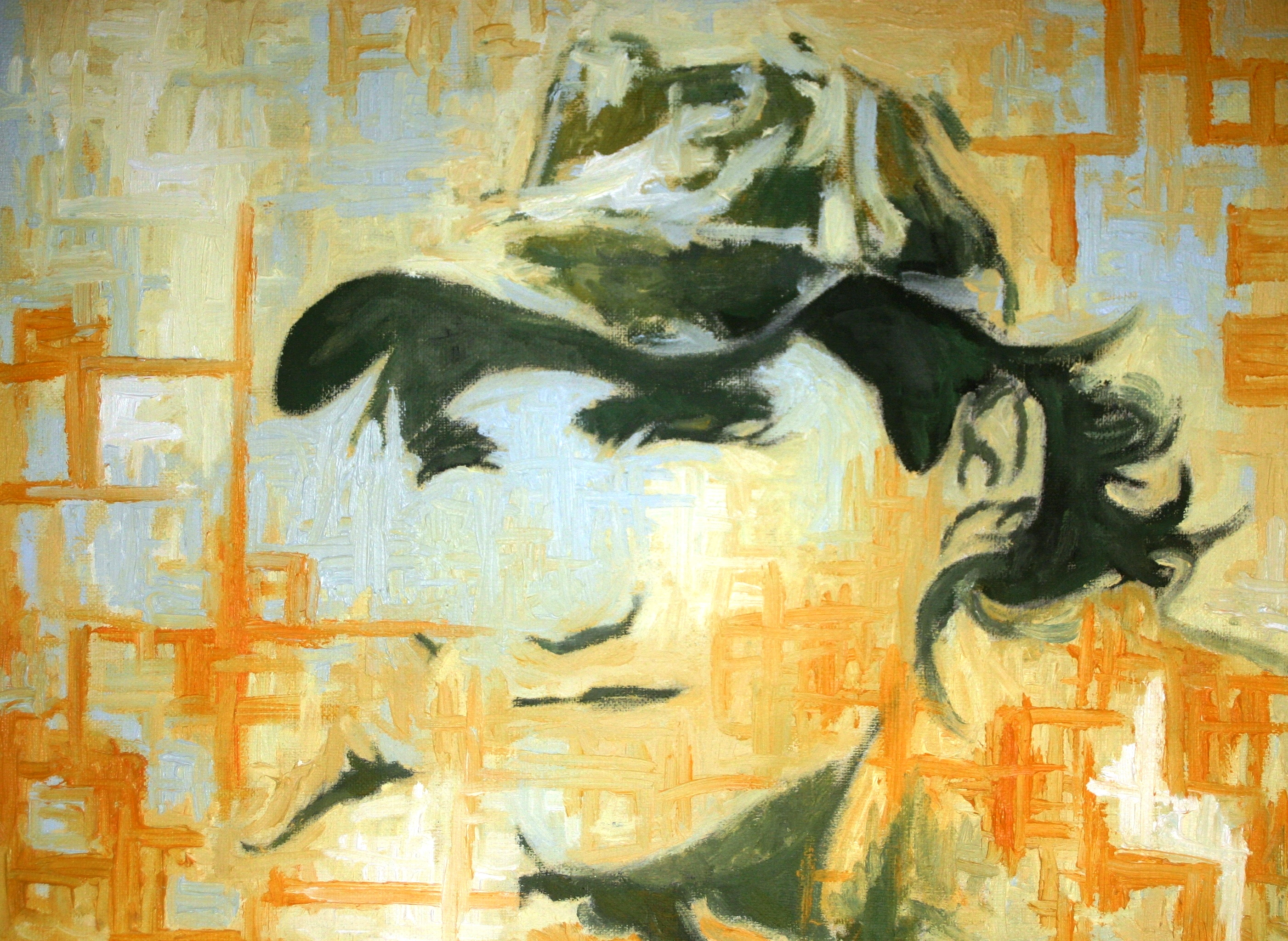
Önarckép II.

- Megjöttem (olaj, vászon, 131x141 cm, 1996)
- Önarckép (olaj, farost, 60x40 cm, 2006)
- Kis barátom (olaj, farost, 40x30 cm, 2003)
- Lány lila sállal (olaj, farost, 60x80 cm, 2009)
- Bari Janó (olaj, vászon, 65x89 cm, 2009)
- Szeretet (olaj, farost, 60x40 cm, 2004)
- Laura Pausini, olasz énekesnő (olaj, farost, 40x50 cm, 2004)
- Maugli (olaj, vászon, 40x30 cm, 2006)
- Gina (olaj, vászon, 59x78 cm, 2008)
- Női portré (olaj, farost, 60x80 cm, 2009)
- Audrey Hepburn (olaj, vászon, 80x90 cm, 2003)
- Antinari Greta – (olaj, vászon, 90x90 cm, 2007) a Polip filmből
- Ádám és Odri (olaj, vászon, 100x80 cm, 2015)
- Önarcképek és családomról
- Tavirózsák-Szerelmes tavirózsák
- Család-Szeretet ereje

## Mentora
Mentora Hubay Miklós író volt.
Jelenlegi (2024) mentorai: Szeverényi János lelkész és dr. Vitályos Eszter.

## Kiállításai (válogatás)

### Egyéni
- 1999, 2002 • Balázs János Galéria, Budapest.
- 2013, • Farger kávézó.
- 2013, • Fót, Fóti Gyermekváros gyerekfesztivál kerete belül.
- 2014, • Tiszaújváros.
- 2015, • Budapest, Báthory kávézó folyamatos kiállítás,
- 2017, • Budapest, Báthory kávézó folyamatos kiállítás,

### Csoportos
- 2000 • Csoportos kiállítás, Evangélikus egyház, Budapest;
- 2004 • Elhallgatott holokauszt, Műcsarnok, Budapest;
- 2005 • Nőábrázolás a roma képzőművészetben, Balázs János Galéria, Budapest;
- 2007 • Mi arcunk, Balázs János Galéria, Budapest;
- 2009 • Köztetek, Balázs János Galéria, Budapest;
- 2010 • AROMA – Színek, képek és arcok a romák világából – roma köztéri kiállítás, Szabadság tér, Budapest
- 2011 • AROMA – Színek, képek és arcok a romák világából – roma köztéri kiállítás, Szeged, Sopron, Pécs, Eger, Szolnok, Budapest
- 2012 • AROMA – Színek, képek és arcok a romák világából – roma köztéri kiállítás, Szabadság tér, Budapest[4]
- 2016 • Berkesz, VAY-KASTÉLY,

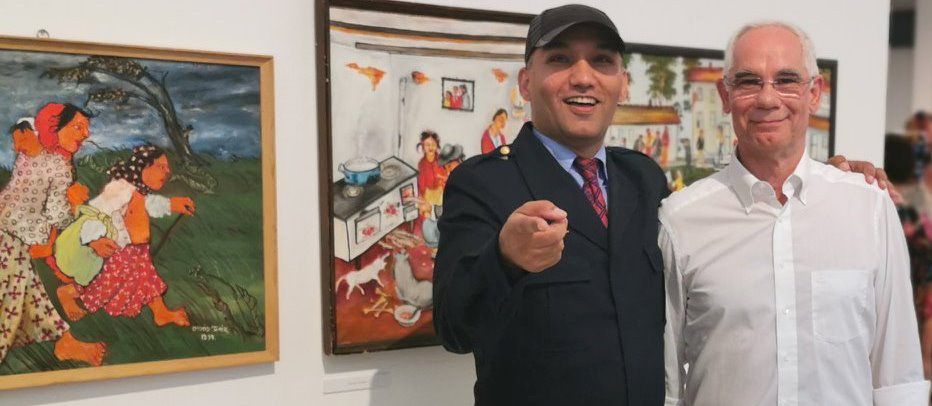
Balog Zoltán miniszter & Vári Zsolt festőművész

- 2017 • Győr, Büntető végrehajtó intézetben,Balog Zoltán miniszter & Vári Zsolt festőművész2017 • Fóti Gyermekváros, Csoportos kiállítás,
- 2018 • Nyíregyháza, Csoportos kiállítás,
- 2018 • Berkesz, Csoportos kiállítás,
- 2019 • Székesfehérvár, Csoportos kiállítás,
- 2019 • Salgótarján, Csoportos kiállítás,
- 2018, 2019. év + Vándorkiállítás az ország minden területén
- 2019 • Nagyecsed, Csoportos kiállítás,
- 2019 • Sárkeresztúr, Csoportos kiállítás,
- 2019 • Bátonyterenye, Csoportos kiállítás,
- 2019 • Nagykálló, Csoportos kiállítás,
- 2019 • Fóti Gyermekváros, Csoportos kiállítás,Vári-Hegedűs Ádám, Játszik a Tiszánál

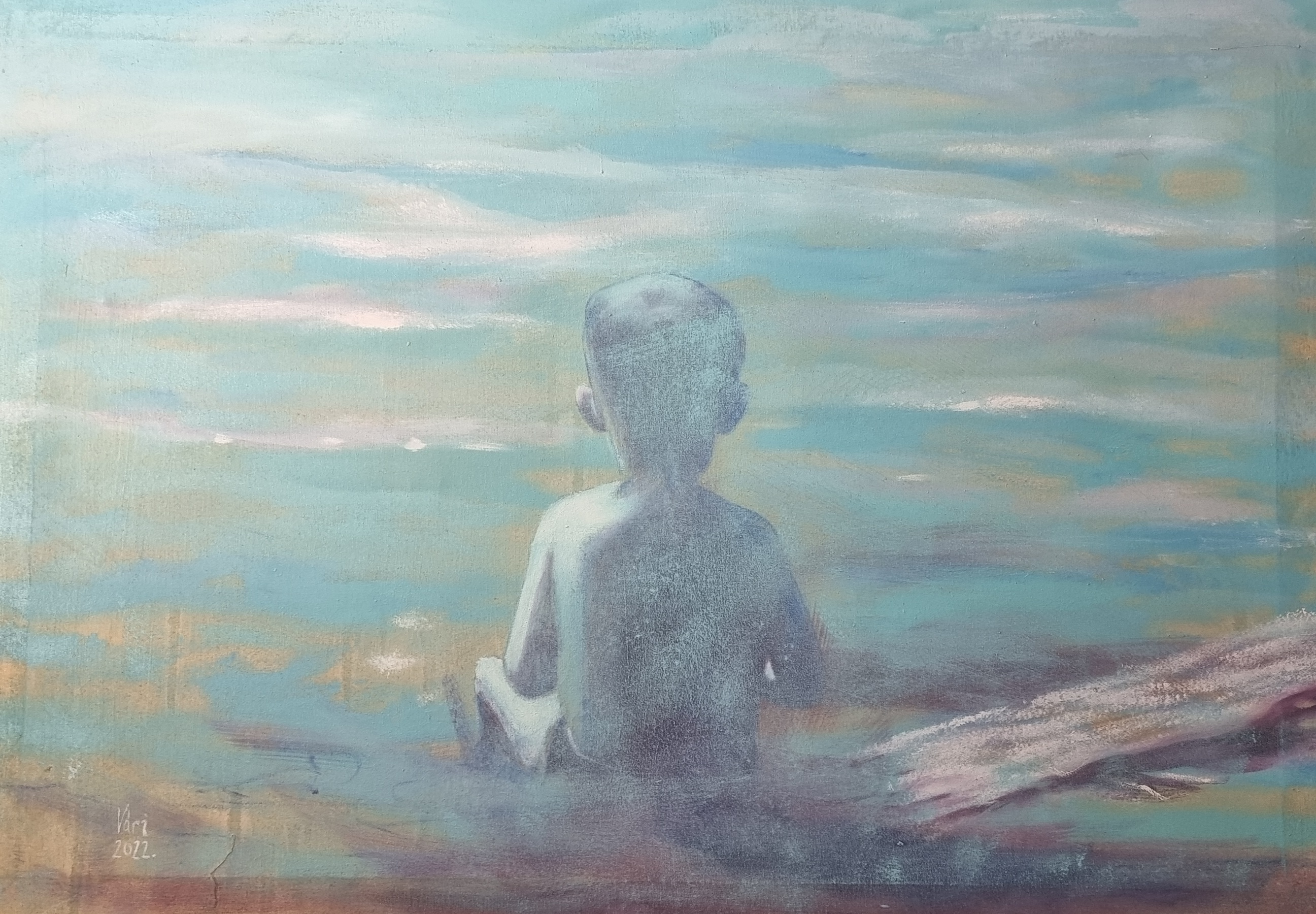
Vári-Hegedűs Ádám, Játszik a Tiszánál

- 2019 • Tököli Országos Bv. Intézet kiállítás

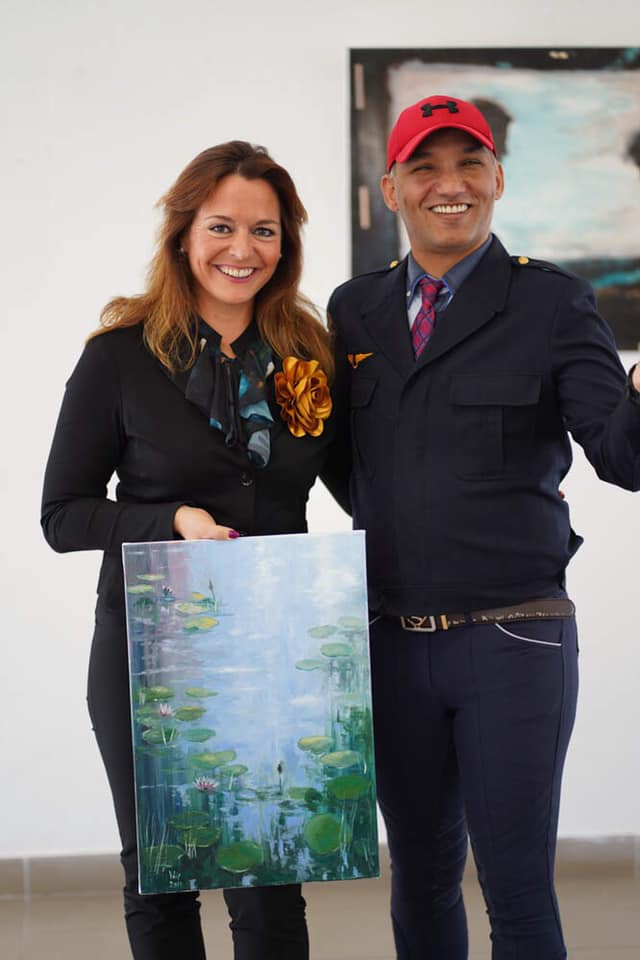
Vitályos Eszter európai uniós fejlesztéspolitikáért felelős államtitkár és Vári Zsolt festőművész

- 2019 • Veszprém
- 2019 • Pécset
- 2019 • Komádi, általános iskola

## Társasági tagság
- Magyarországi Roma Galéria Egyesület[5] alapító tagja, és elnöke, érdekvédelmi és kulturális vezetője,
- Weboldalakat Szerkeszti:
- Vári Zsolt: Roma Galéria – romagaleria.eu
- Vári Zsolt: Berkesz – MÁGYO
- Vári Zsolt: Archívuma Roma

## Idézetek
Vári Zsolt: „Audrey Hepburn jut eszembe mennyi mindent csinált, és hogy mennyire rövid az életünk.
Sétáltam az úton, rövid az életem, ma még mindent megkapok, és holnap mindenemet elveszítek, a gyermek, aki világra jött mosolyog és elém, fut, ölelj át és súg meg nekem a fülembe, szeretlek. Szél csak fúj, a fák táncra hívnak.” A szeretet. Kisfiam Ádám : Önzetlenül, feltétel nélkül szeret, senkitől ezt még nem kaptam meg! Hihetetlen érzés, nem is ismertem hogy ilyen létezik!
Az élete során inspiráló zenéi:

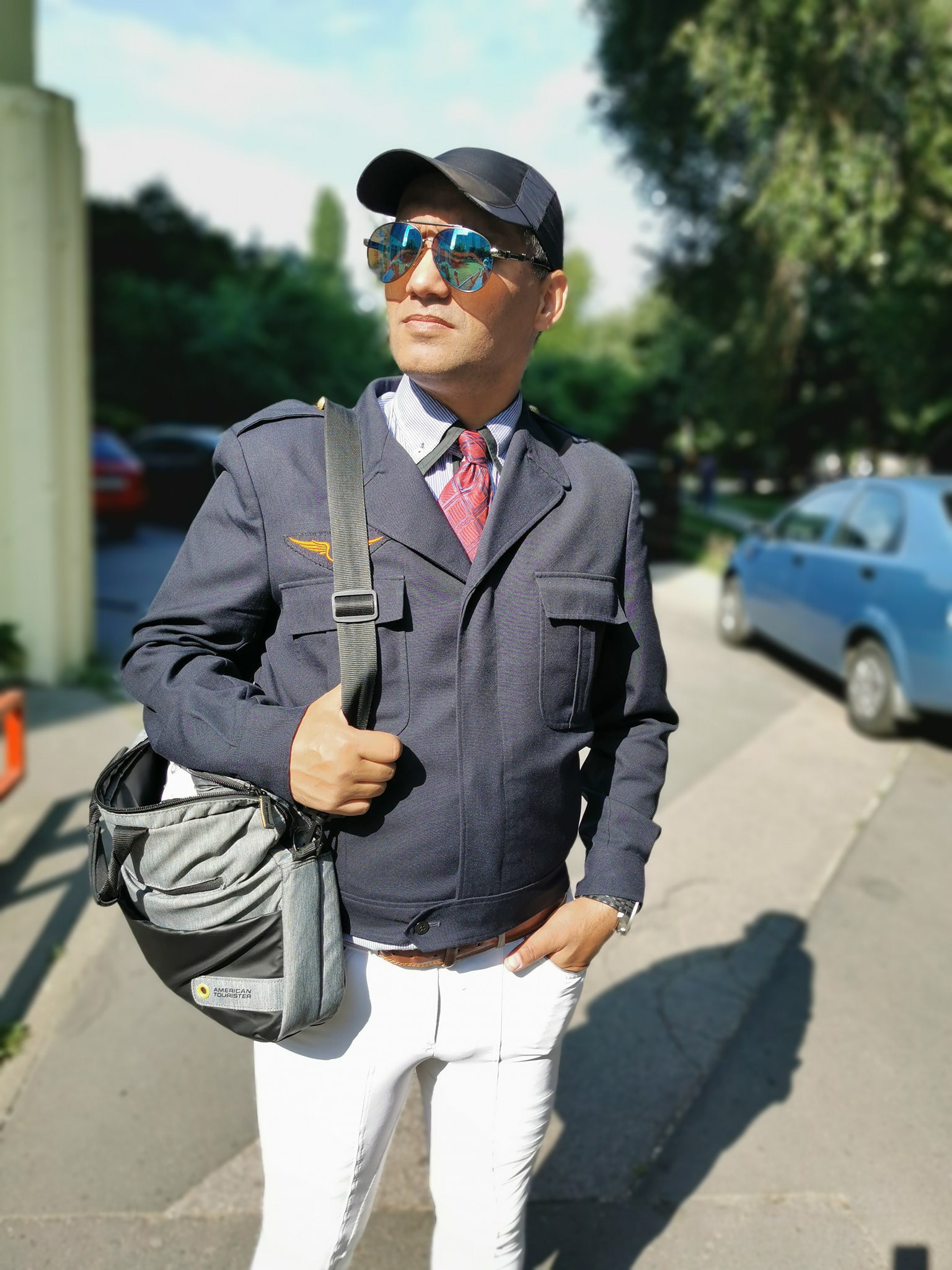
Vári Zsolt Fényhozó

A komoly zene (vagy klasszikus zene) a művész számára menedéket nyújt , kikapcsolódást és lelki táplálékot. A klasszikus zenei művek gazdagsága, mélysége és komplexitása Vári Zsolt művészt érzelmi utazásra hívja, amelyen keresztül felfedezheti saját érzelmeit, gondolatait és belső világát és hangját.
Az olyan nagy komponisták művei, mint Rick Wakerman, Vivaldi, Bach, Beethoven, Mozart, Brahms, Chopin és sokan mások, évszázadokon keresztül hoztak megnyugvást, inspirációt és örömet az embereknek.
- Rick Wakerman Prayers / bibliai üzenetek
- Hans Zimmer – Man Of Steel – Flight, és a Goodbye My Son
- Magna Cun Laude – Minden Állomás
- Olasz kortárs zenék pl. Vasco R., Laura P. Luca C., NEK,
- Ennio Morricone – több zenéje és egyben a filmzenéje – La piovra / A polip, filmzene
- Ennio Morricone – Il Maestro E Margherita
- ALEJANDRO SANZ – Spanyol zenész
- VIVALDI-THE FOUR SEASONS
- HÉLÉNE BLAZY -SOUS LE CIEL DE PARIS

"Amikor elvagyok magamban, nézz engem s meglátod: felderülsz és szeretni fogsz."